# Nostalgie de la lumière
Pour plus de détails, voir Fiche technique et Distribution.
Nostalgie de la lumière (Nostalgia de la luz) est un documentaire franco-chilien réalisé par Patricio Guzmán, sorti en 2010.

## Synopsis
Dans le désert d'Atacama, au Chili, à trois mille mètres d'altitude, des astronomes étudient l'univers avec des télescopes parmi les plus puissants du monde car la transparence du ciel y permet de regarder jusqu'aux confins de l'univers. Les astronomes y scrutent notamment les galaxies les plus éloignées en quête d'une vie extraterrestre. La sécheresse du sol en fait aussi un lieu de recherches archéologiques et conserve intacts les restes humains : ceux des momies, des explorateurs et des mineurs mais aussi les ossements des victimes et disparus de la dictature militaire d'Augusto Pinochet. 

## Fiche technique
- Réalisation et scénario : Patricio Guzmán
- Image et cadre : Katell Djian
- Prise de son : Freddy González
- Montage : Patricio Guzmán et Emmanuelle Joly
- Premier assistant réalisateur : Nicolas Lasnibat
- Supervision du montage : Ewa Lenkiewicz
- Musique originale : Miranda & Tobar
- Langue : espagnol
- Durée : 90 minutes
- Dates de sortie : 27 octobre 2010 (France)

## Utilisation pédagogique
En France, ce film figure au programme limitatif de l'enseignement de spécialité cinéma-audiovisuel des sessions 2016, 2017 et 2018 du baccalauréat littéraire.
Également en France, ce film figure dans la liste des films 2019-2020 de "Lycéens et apprentis au cinéma", une opération d’initiation à la culture cinématographique proposée par Transmettre le cinéma

## Distinctions
Nostalgie de la lumière reçoit le Prix du public au Festival Âge d'or-Cinédécouvertes 2010.